# Anne Rosenkilde
Anne Kirstine Rosenkilde, født Paaske (25. februar 1825 i København – 28. maj 1885 sammesteds) var en dansk skuespillerinde.
Skønt dansk af fødsel begyndte hun sin sceniske bane på Christiania Theater maj 1843 som Henriette i Bruden og vandt sig hurtig ved sin indtagende fordringsløshed og sin lyse sangstemme et stort publikum, hvis yndest hun bevarede, indtil hun 1850 fulgte sin ægtefælle Adolph Rosenkilde til København; i de fem år (1850-55), ægteparret Rosenkilde virkede ved Casino, indtog hun ved sit yndefulde sangforedrag og sit graciøse skælmeri inden for vaudevillen en primadonnastilling, også i hofteatersæsonen forstod hun at gøre sig gældende; men da hun kom til det kongelige Teater, sluktes hendes stjerne: Ved sin første fremtræden 19. september 1856 som Cendrillon i Nicolas Isouards syngespil fik hun en kølig modtagelse, og året efter ramtes hun af en hæshed, der nødte hende til at opgive sine syngespilroller; i nogle år forsøgte hun at vinde en stilling i skuespillet, men uden rigtigt held; hun optrådte sidste Gang 1. september 1864 som 3. rådsherreinde i Den politiske kandestøber og afskedigedes ved sæsonens udgang.
Hun er begravet på Garnisons Kirkegård.